# أوتو فينر
أوتو فينر (بالألمانية: Otto Wiener)‏ (و. 1911 – 2000 م) هو مغني، ومغني أوبرا نمساوي، ولد في فيينا، توفي في فيينا، عن عمر يناهز 89 عاماً.